# Constantin de Löwenstein-Wertheim-Rosenberg
Pour les articles homonymes, voir Löwenstein (homonymie).
 (mai 2019).
Si vous disposez d'ouvrages ou d'articles de référence ou si vous connaissez des sites web de qualité traitant du thème abordé ici, merci de compléter l'article en donnant les références utiles à sa vérifiabilité et en les liant à la section « Notes et références ».
Constantin Joseph de Löwenstein-Wertheim-Rosenberg (28 septembre 1802, Kleinheubach, 27 décembre 1838, Kleinheubach) est le fils aîné de Charles-Thomas de Löwenstein-Wertheim-Rosenberg, prince de Löwenstein-Wertheim-Rosenberg et de Sophie de Windisch-Graetz.

## Famille
Le 31 mai 1827, Constantin épouse la Princesse Agnès de Hohenlohe-Langenbourg. Elle est la fille de Charles-Louis de Hohenlohe-Langenbourg (1762–1825) et d'Amélie-Henriette de Solms-Baruth. Ils ont eu 2 enfants :
- Adélaïde de Löwenstein-Wertheim-Rosenberg (3 avril 1831 - 16 décembre 1909). Épouse de l'ancien roi de Portugal Michel Ier.
- Charles de Löwenstein-Wertheim-Rosenberg (21 mai 1834 – 8 novembre 1921. Il épouse la Princesse Sophie de Liechtenstein. Elle est la fille d'Alois II, prince de Liechtenstein et de la comtesse Franziska Kinsky de Wchinitz et Tettau.